# 格陵蘭自治公投
格陵蘭自治公投，於2008年11月25日舉行，就是否擴大自治權進行公民投票。公投案於當年1月2日由格陵蘭總理漢斯·埃諾克森提出，1月7日，由於部分民主黨人的批評，埃諾克森澄清公投「與獨立無關」。公投最終以72%的投票率和75.5%的贊成率大比數通過（其中首府努克的贊成率為63%）。

## 背景
格陵蘭自1775年起成為丹麥的殖民地，1953年成為丹麥的一個省。1979年起，格陵蘭成為丹麥王國內擁有特殊地位的自治省，處于半自治狀態，擁有自己的地方議會，有部分地方事務如公共衛生、教育、社會服務等的自治權。1985年，格陵蘭退出歐洲共同體以維護自己水域內漁業的控制權。在丹麥，有勢力支持格陵蘭逐步走向獨立，但是在格陵蘭境內反響不大，因為格陵蘭的財政嚴重依賴於丹麥政府的補助。但是隨后獨立呼聲日益高漲，格陵蘭政府也期望隨著巨大冰層的融化，豐富的石油和礦產資源開採更便利。
自治委員會2003年的一份報告列出格陵蘭未來地位的六種可能：
- 獨立
- 共主邦联
- 自治領、联系邦
- 聯邦制
- 地方自治、高度自治
- 區域整合

## 方案
雖然公投案沒有實際的法律效力，但是丹麥議會已經表示尊重並且支持公投結果。這意味著自治權將在30個領域將大幅擴大，包括警察權、司法權、海岸防衛權，部分的外交事务管轄權，以及自然資源管理權（其中最重要的是更清晰的格陵蘭海床石油資源分配原則），格陵蘭語將成為唯一的官方語言。不過來自哥本哈根的財政補助將會逐漸減少。自治地位生效後，格陵蘭公民將在國際法下作為一獨立群體。

## 結果
公投以大比數通過，其影響會於2009年6月21日，即地方自治制度建立的30周年時生效。格陵蘭政府說這是「向獨立前進了一大步」。
| 公投案   | 同意票 （同意之百分比） | 不同意票 （不同意之百分比） | 無效票 （無效票之百分比） | 投票人數 | 投票率 | 投票結果 |
| -------- | ----------------------- | --------------------------- | ------------------------- | -------- | ------ | -------- |
| 自治公投 | 21,355 (75.54%)         | 6,663 (23.57%)              | 250 (0.89%)               | 28,268   | 71.96% | 通過     |